# Данилюк Володимир Олексійович
Володи́мир Олексі́йович Данилю́к (нар. 31 січня 1966, Луцьк) — український журналіст, редактор, громадський діяч. Заслужений журналіст України.

## Життєпис
Народився 31 січня 1966 року в Луцьку в сім'ї робітників. Закінчив художню школу, обласну ДЮСШ (відділення легкої атлетики) та середню школу № 7 у Луцьку (1983), після чого вступив на факультет журналістики Київського державного університету ім. Т. Г. Шевченка. 
У червні 1984 року призваний до армії, служив у військах протиракетної оборони в Московській області та в Хабаровському краї РРФСР. Закінчив строкову службу у званні сержанта. У червні 1986 року поновлений на навчанні, закінчив факультеті журналістики КДУ 1990 року.
У професійній журналістиці з 1989 року. Пройшов шлях від оглядача з питань профспілкового життя обласної молодіжної газети до завідувача відділу «Молодої Волині», заступника головного редактора газети «Віче» та головного редактора обласної «Волинської газети» (з квітня 2005 року). Має досвід роботи власним кореспондентом журналу «Україна», газет «Киевские ведомости» та «Команда», а також був кореспондентом газети «Комбинат» (1988), яка виходила в 30-кілометровій зоні відчуження Чорнобильської АЕС.
Стажувався як журналіст у Польщі, ФРН, Грузії, Вірменії, Литві. На громадських засадах у різний час був помічником-консультантом народних депутатів України Олександра Свириди, Володимира Карпука, Катерини Ващук.
У січні 2021 року як офіцер резерву уклав 5-річний контракт і призначений на посаду заступника командира з морально-психологічного забезпечення луцького 53-го Окремого батальйону Сил територіальної оборони Збройних сил України. Військове звання — майор.
Одружений. Дружина — Данилюк Оксана Климівна, доцент кафедри теорії і методики початкової освіти Волинського національного університету імені Лесі Українки, кандидат філологічних наук. Діти — Тетяна й Ольга. 
Захоплення: історична документалістика, футбол, полювання, активний відпочинок на природі.

## Творчість
Автор і упорядник художніх і документальних книжок, автор численних публікацій у пресі.
За перемогу в загальноукраїнському конкурсі на тему висвітлення діяльності НАТО заохочений 2-тижневим ознайомчим візитом до штаб-квартири НАТО в Брюсселі (Бельгія).

## Громадська діяльність
Секретар Національної спілки журналістів України (з 2021). Голова правління громадської організації «Форум українських журналістів» у Волинській області, яка входить до загальноєвропейської мережі недержавних медіа «Youth 4 media». Заступник голови Волинської обласної організації НСЖУ. Член НМПУ. У 2015—2021 роках був заступником голови Громадської ради при Волинській обласній державній адміністрації та головою Громадської ради при Луцькому міському голові.
Учасник заходів Благодійного фонду «Волинь-2014», який з вересня 2014 року надавав допомогу добровольцям, ЗС України та вимушеним переселенцям. Як журналіст і представник фонду відвідував прифронтові території Донецької області.

## Нагороди
- Орден «За заслуги» III ст. (2009)[3]
- Почесне звання «Заслужений журналіст України» (1999)[4]
- Почесна грамота Верховної Ради України
- Почесна грамота Кабінету Міністрів України
- Почесний знак «За заслуги перед Австрійською Республікою»

Нагороджений відомчими відзнаками МВС і Державної прикордонної служби України, почесними грамотами державних органів Волині, відзнаками НСЖУ, обласної організації НСЖУ.